# Postupimské náměstí

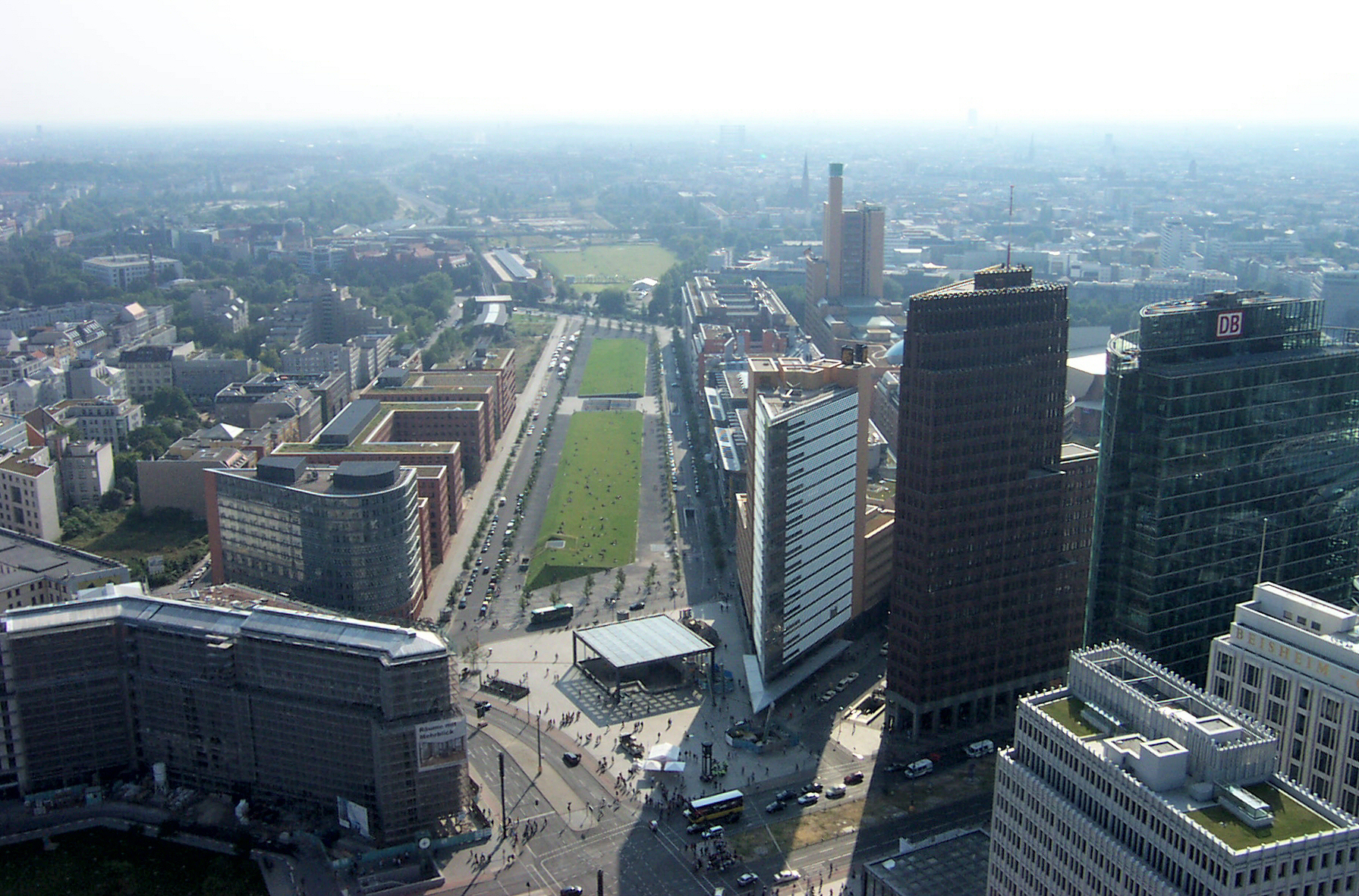
Potsdamer Platz

Postupimské náměstí (Potsdamer Platz) leží ve středu Berlína na někdejší hranici Západního a Východního Berlína. Je zde stanice berlínského metra a zastávka regionálních vlaků.
Je součástí nového centra Berlína, které tvoří soubor bloků budov táhnoucích se od náměstí Potsdamer Platz až po Berlínskou filharmonii a Kulturforum. V 90. letech 20. století se Potsdamer Platz stalo největším staveništěm Evropy. Renomovaní architekti např. Renzo Piano, projektanti a stavební firmy zde v průběhu krátkého času postavili berlínské centrály několika světových koncernů (Sony Center, DaimlerChrysler, centrála Deutsche Bahn AG, PricewaterhouseCoopers ...), hotely (Ritz-Carlton, Grandhotel Bellevue, Grand-Hyatt ...), divadelní sály, kasino, kinosály, nákupní centrum, kavárny a restaurace. V období existence Výmarské republiky se zde nacházel funkcionalistický palác Columbushaus.
Každoročně, začátkem února, je Potsdamer Platz dějištěm Mezinárodního filmového festivalu Berlinale.

## Potsdamer Platz v uměleckých dílech
Významný německý expresionista Ernst Ludwig Kirchner zobrazil v roce 1914 Potsdamer Platz ve stejnojmenném díle.